# Estremadouro
Estremadouro é uma pequena aldeia no Distrito de Santarém, Portugal. Pertence a dois municípios: o de Tomar e o de Ourém. Ou seja, a aldeia está "dividida" por uma estrada que serve de limite entre os dois municípios. É portanto uma aldeia que pertence a duas freguesias: Seiça e Sabacheira, a dois municípios (Ourém e Tomar) e a um distrito (Santarém).
Passa por esta localidade a estrada nacional EN113-1, que liga a localidade de Chão de Maçãs (Gare) a Ourém, sendo uma alternativa à estrada nacional EN113.
A aldeia é banhada pela Ribeira de Seiça, que é afluente do Rio Nabão e este do Rio Zêzere.

## Património
- Ponte sobre a Ribeira de Seiça